# Rio Verde (vattendrag i Brasilien, Tocantins, lat -12,40, long -50,15)
Rio Verde är ett vattendrag i Brasilien.   Det ligger i delstaten Tocantins, i den centrala delen av landet, 400 km nordväst om huvudstaden Brasília.
Omgivningen kring Rio Verde är huvudsakligen savann. Området är nästan obefolkat, med mindre än två invånare per kvadratkilometer.